# Locomotiva FFS Ae 6/6
Le locomotive Ae 6/6 delle Ferrovie Federali Svizzere sono una serie di locomotive elettriche, progettate negli anni cinquanta del XX secolo per uso universale.
A causa del loro intenso utilizzo sulla ferrovia del Gottardo, vengono spesso soprannominate Gotthardlokomotiven.

## Storia
Negli anni cinquanta, le Ferrovie Federali Svizzere necessitavano di sostituire le locomotive serie Ae 4/6, Ae 4/7 e Ce 6/8 II in servizio sulla ferrovia del Gottardo, non più adeguate alle esigenze del traffico.
Le FFS affidarono la progettazione della nuova locomotiva, che avrebbe dovuto avere rodiggio Co' Co', a un consorzio formato dalla SLM di Winterthur (per la parte meccanica) e dalla Brown Boveri (per la parte elettrica), a cui successivamente si sarebbe associata anche la Oerlikon. Nel 1952-53 furono consegnati i due prototipi, numerati 11401 e 11402, che iniziarono un ciclo di prove. La costruzione delle 118 macchine di serie, numerate da 11403 a 11520, iniziò nel 1955 e si concluse nel 1966.
Inizialmente, le Ae 6/6 furono utilizzate sulle linee del Gottardo e del Sempione, alla testa di treni passeggeri e merci. Dopo il 1975, furono sostituite al traino dei merci dalle Re 6/6, che ne costituiscono l'evoluzione, ma con motori ben più potenti.
Divenute inadeguate anche al traino dei treni passeggeri, a causa della loro bassa velocità massima, e della mancanza degli impianti per il telecomando di treni navetta o il comando multiplo, ebbero un ultimo utilizzo al traino di treni merci sulle linee pianeggianti dell'altipiano, o per la manovra pesante nelle stazioni di smistamento.
Secondo le attuali norme UIC, le Ae 6/6 sono state riclassificate nel gruppo Ae 610, con numeri Ae 610 401 ÷ 520.
Queste locomotive vennero ritirate dal servizio tra il 2002 e il 2013.

## Nomi e stemmi
Tutte le Ae 6/6 portano sulle fiancate un nome di battesimo: le prime 25 vennero battezzate tra il 1953 e il 1958 con i nomi e gli stemmi dei cantoni, le successive 25 con i nomi e gli stemmi delle capitali cantonali, mentre le altre portano i nomi e gli stemmi di località elvetiche. Tutti gli stemmi vennero realizzati presso le officine FFS di Olten. Con la creazione del canton Giura, nel 1979, la locomotiva 11483 "Porrentruy" venne ribattezzata "Jura" in omaggio al nuovo cantone; i vecchi nome e stemma vennero montati sulla Re 4/4 II 11239.
All'accantonamento gli stemmi sono stati consegnati alla fondazione per il patrimonio storico delle FFS.
| Cantoni svizzeri 11401–11425 | Cantoni svizzeri 11401–11425 | Cantoni svizzeri 11401–11425 |       | Capitali cantonali 11426–11450 | Capitali cantonali 11426–11450 | Capitali cantonali 11426–11450 |       | Altre località 11451–11520 | Altre località 11451–11520 | Altre località 11451–11520 | Altre località 11451–11520 | Altre località 11451–11520 | Altre località 11451–11520 | Altre località 11451–11520 |
| 11401                        |                              | Ticino                       | 11426 |                                | Stadt Zürich                   | 11451                          |       | Winterthur                 |                            | 11486                      |                            | Burgdorf                   |                            |                            |
| 11402                        |                              | Uri                          | 11427 |                                | Stadt Bern                     | 11452                          |       | Baden                      | 11487                      |                            | Langenthal                 |                            |                            |                            |
| 11403                        |                              | Schwyz                       | 11428 |                                | Stadt Luzern                   | 11453                          |       | Arth-Goldau                | 11488                      |                            | Mendrisio                  |                            |                            |                            |
| 11404                        |                              | Luzern                       | 11429 |                                | Altdorf                        | 11454                          |       | Yverdon                    | 11489                      |                            | Airolo                     |                            |                            |                            |
| 11405                        |                              | Nidwalden                    | 11430 |                                | Gemeinde Schwyz                | 11455                          |       | Biel/Bienne                | 11490                      |                            | Rotkreuz                   |                            |                            |                            |
| 11406                        |                              | Obwalden                     | 11431 |                                | Sarnen                         | 11456                          |       | Olten                      | 11491                      |                            | Wohlen                     |                            |                            |                            |
| 11407                        |                              | Aargau                       | 11432 |                                | Stans                          | 11457                          |       | Romanshorn                 | 11492                      |                            | Emmen                      |                            |                            |                            |
| 11408                        |                              | Solothurn                    | 11433 |                                | Glarus                         | 11458                          |       | Rorschach                  | 11493                      |                            | Sissach                    |                            |                            |                            |
| 11409                        |                              | Basel-Land                   | 11434 |                                | Stadt Zug                      | 11459                          |       | Chiasso                    | 11494                      |                            | Schlieren                  |                            |                            |                            |
| 11410                        |                              | Basel-Stadt                  | 11435 |                                | Fribourg                       | 11460                          |       | Lugano                     | 11495                      |                            | Bülach                     |                            |                            |                            |
| 11411                        |                              | Zug                          | 11436 |                                | Stadt Solothurn                | 11461                          |       | Locarno                    | 11496                      |                            | Stadt Wil                  |                            |                            |                            |
| 11412                        |                              | Zürich                       | 11437 |                                | Stadt Basel                    | 11462                          |       | Biasca                     | 11497                      |                            | St. Margrethen             |                            |                            |                            |
| 11413                        |                              | Schaffhausen                 | 11438 |                                | Liestal                        | 11463                          |       | Göschenen                  | 11498                      |                            | Buchs SG                   |                            |                            |                            |
| 11414                        |                              | Bern/Berne                   | 11439 |                                | Schaffhausen                   | 11464                          |       | Erstfeld                   | 11499                      |                            | Sargans                    |                            |                            |                            |
| 11415                        |                              | Thurgau                      | 11440 |                                | Herisau                        | 11465                          |       | Oerlikon                   | 11500                      |                            | Landquart                  |                            |                            |                            |
| 11416                        |                              | Glarus                       | 11441 |                                | Appenzell                      | 11466                          |       | Sursee                     | 11501                      |                            | Renens                     |                            |                            |                            |
| 11417                        |                              | Fribourg/Freiburg            | 11442 |                                | St. Gallen                     | 11467                          |       | Zofingen                   | 11502                      |                            | Nyon                       |                            |                            |                            |
| 11418                        |                              | St. Gallen                   | 11443 |                                | Chur                           | 11468                          |       | Lenzburg                   | 11503                      |                            | Payerne                    |                            |                            |                            |
| 11419                        |                              | Appenzell I.R.               | 11444 |                                | Aarau                          | 11469                          |       | Thalwil                    | 11504                      |                            | Le Locle                   |                            |                            |                            |
| 11420                        |                              | Appenzell A.R.               | 11445 |                                | Frauenfeld                     | 11470                          |       | Brugg                      | 11505                      |                            | Lyss                       |                            |                            |                            |
| 11421                        |                              | Grischun/Graubünden          | 11446 |                                | Bellinzona                     | 11471                          |       | Pratteln                   | 11506                      |                            | Grenchen                   |                            |                            |                            |
| 11422                        |                              | Vaud                         | 11447 |                                | Lausanne                       | 11472                          |       | Brig                       | 11507                      |                            | Wildegg                    |                            |                            |                            |
| 11423                        |                              | Valais/Wallis                | 11448 |                                | Sion                           | 11473                          |       | Saint-Maurice              | 11508                      |                            | Wettingen                  |                            |                            |                            |
| 11424                        |                              | Neuchâtel                    | 11449 |                                | Neuchâtel                      | 11474                          |       | Vevey                      | 11509                      |                            | Gossau SG                  |                            |                            |                            |
| 11425                        |                              | Genève                       | 11450 |                                | Ville de Genève                | 11475                          |       | Vallorbe                   | 11510                      |                            | Rheinfelden                |                            |                            |                            |
| 11483                        |                              | Jura                         | 11482 |                                | Delémont                       | 11476                          |       | Les Verrières              | 11511                      |                            | Dietikon                   |                            |                            |                            |
|                              |                              |                              |       |                                |                                |                                | 11477 |                            | Martigny                   | 11512                      |                            | Horgen                     |                            |                            |
| 11478                        |                              | Sierre                       | 11513 |                                | Wallisellen                    |                                |       |                            |                            |                            |                            |                            |                            |                            |
| 11479                        |                              | Visp                         | 11514 |                                | Weinfelden                     |                                |       |                            |                            |                            |                            |                            |                            |                            |
| 11480                        |                              | Montreux                     | 11515 |                                | Kreuzlingen                    |                                |       |                            |                            |                            |                            |                            |                            |                            |
| 11481                        |                              | La Chaux-de-Fonds            | 11516 |                                | Baar                           |                                |       |                            |                            |                            |                            |                            |                            |                            |
| 11482                        |                              | Delémont                     | 11517 |                                | Brunnen                        |                                |       |                            |                            |                            |                            |                            |                            |                            |
| 11483                        |                              | Porrentruy                   | 11518 |                                | Flüelen                        |                                |       |                            |                            |                            |                            |                            |                            |                            |
| 11484                        |                              | Romont                       | 11519 |                                | Giubiasco                      |                                |       |                            |                            |                            |                            |                            |                            |                            |
| 11485                        |                              | Thun                         | 11520 |                                | Langnau i. E.                  |                                |       |                            |                            |                            |                            |                            |                            |                            |